# 844년

## 연호
- 당(唐) 회창(會昌) 4년
- 일본(日本) 조와(承和) 11년

## 기년
- 당(唐) 무종(武宗) 4년
- 신라(新羅) 문성왕(文聖王) 6년
- 발해(渤海) 대이진(大彝震) 15년